# Cyclocephala bleuzeni
Cyclocephala bleuzeni är en skalbaggsart som beskrevs av Roger Paul Dechambre 1995. Cyclocephala bleuzeni ingår i släktet Cyclocephala och familjen Dynastidae. Inga underarter finns listade i Catalogue of Life.